# Agapetus II.
Agapetus II. (? Řím – 8. listopadu 955 Řím) byl papežem od 10. května 946 až do své smrti.

## Život
Podporoval šíření křesťanství do severní Evropy. Proti italskému králi Berengaru II. povolal Otu I., kterého ale odmítl roku 951 korunovat císařem. Fakticky ovšem Itálii vládl Alberich II. ze Spoleta, který krátce před svou smrtí více méně donutil římskou šlechtu i klérus přísahat, že po Agapetově smrtí zvolí papežem jeho syna, což se také roku 955 stalo. Byl pohřben v Lateránské bazilice.